# You Make Me Feel Like It’s Halloween
Singles de Muse
Kill or Be Killed
(2022) Ghosts (How Can I Move On)
(2022)
You Make Feel Like It’s Halloween est le cinquième extrait de Will of the People, neuvième album du trio britannique Muse sorti le 26 août 2022, jour de la sortie de l’album. Il est le 47e single de la discographie du groupe. Il a été enregistré en 2021 au studio Abbey Road à Londres avec le reste de l'album.

## Histoire de la chanson
Le single est annoncé le 23 août 2022, 3 jours avant la sortie. Il sort le jour de la sortie de l’album. La sortie est accompagnée du clip vidéo, un hommage aux films d’horreur des années 1980.

## Analyse

### Artwork
Plusieurs visuels ont été réalisés pour la promotion du single sous la forme d’affiches de films d’horreur détournées parmi lesquelles notamment Ça, Vendredi 13 et Scream.

### Thématiques
Dans cette chanson, le groupe évoque l'isolement des couples dans leur logement, les victimes de violences domestiques familiales ou conjugales, notamment pendant les confinements dus à la pandémie du COVID-19.  « You cut me off from my friends,
You cut me off from my family » dénonce ce procédé d'isolement favorisant les violences domestiques de la victime par l'agresseur. La chanson fait également le parallèle avec ce phénomène d'isolement à travers les films d'horreur, climat dans lequel le tueur isole sa victime pour l'éliminer. Le premier couplet fait référence au film Halloween lorsque Michael Myers assassine au couteau de cuisine sa sœur Judith qui se regarde dans le miroir. 
À propos de la chanson dans une interview pour Premier Guitar, Matthew Bellamy a déclaré :« J'ai grandi avec des artistes comme Nirvana et Kurt Cobain, ou Jimi Hendrix. Ce sont les deux guitaristes que j'ai probablement le plus aimé. Et l'élément qu'ils ont apporté au jeu de guitare était, évidemment, un jeu de guitare incroyable, mais aussi un élément de chaos, un élément d'être légèrement hors de contrôle. Parfois, lorsque vous le modifiez, vous finissez par perdre un peu de ce sentiment de chaos. C'est quelque chose que nous avons essayé pour équilibrer un peu. C'est difficile parce que c'est tellement tentant d'essayer de tout resserrer. Il y avait un peu de ça sur certains morceaux. Quelque chose comme "You Make Me Feel Like It's Halloween", par exemple, est beaucoup plus serré. »[réf. souhaitée].

### Sonorités
La chanson commence par un son de grosse caisse à la batterie, sonorité emblématique des années 1980 avec une réverbération fermée, un orgue d'église et une voix vocodée, chantant "Halloween, Halloween". You Make Me Feel Like It's Halloween comprend des sonorités synthé et guitare comme dans le morceau Compliance. Les couplets sont, en termes d'instruments, simples, avec juste une basse synthé jouant sur le rythme de la batterie, avec la voix. Le solo de guitare est inspiré du groupe Van Halen, et de la chanson Beat It de Michael Jackson. La mélodie finale jouée à l’orgue en outro reprend le morceau Toccata et fugue en ré mineur de Jean-Sébastien Bach, spécifiquement la fin de l’introduction en utilisant un arpège de septième diminué suivi d'un accord tonique comportant exactement les mêmes embellissements, mais en transposant le tout un demi-ton plus bas. Des citations dans les paroles font référence à Misery et Shining, deux adaptations issues de la bibliographies de Stephen King. Ils ont été réenregistrés car le groupe n’a pas été autorisé à utiliser les bandes sons originales des films.

## Vidéo
La vidéo est publiée le 26 août 2022 sur YouTube. Elle a été réalisée par le réalisateur américain Tom Teller et tournée au Air Studios de Londres. Elle met en scène un groupe de cambrioleurs pénétrant dans un manoir hanté pour le piller et le saccager. Ils sont alors attaqués par des phénomènes paranormaux au sein du manoir. Ses phénomènes font référence à de nombreux films d’horreur populaires des années 1970 et 1980 comme Christine, Carrie au bal du diable, Poltergeist, Vendredi 13, L’Exorciste et la saga Halloween,  mais également Scream, Saw, Ça avec les ballons rouges et l’imperméable jaune porté par le clown, accrochés au mur, dans le couloir de l’hôtel Overlook dans le film Shining. La moquette au sol y est identique et on y voit un torrent de sang se déverser dans le couloir comme dans le film de Stanley Kubrick. 
Les personnages portent plusieurs masques qu’ils ôtent au fur et à mesure, parmi lesquels on peut voir le masque de Jason Voorhees (Vendredi 13), Ghostface (Scream), Guy Fawkes et enfin Corey Taylor, chanteur du groupe Slipknot.